# Capo Ceraso

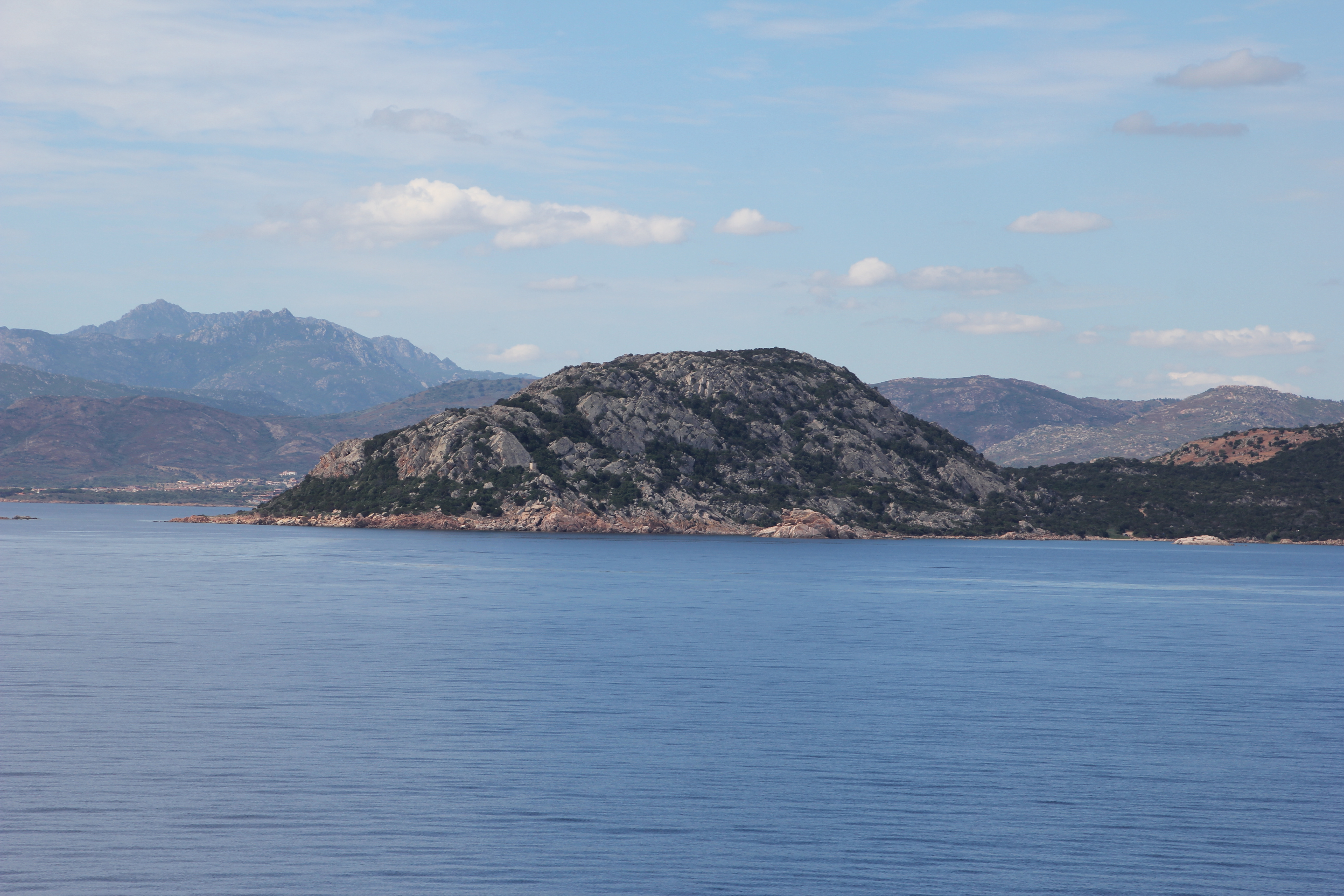
Capo Ceraso

Capo Ceraso è un promontorio granitico che si estende sul golfo di Olbia in Gallura. Si trova nel territorio del comune di Olbia, in provincia della Gallura Nord-Est Sardegna nella Sardegna settentrionale.
La sua parte più alta, costituita dal monte Maladromì (219 m s.l.m), in passato punto di osservazione militare, offre un panorama sia sul tratto interno del golfo, a nord di punta Ruja, sia sul golfo esterno delimitato a nord est dal promontorio di capo Figari e a sud dall'isola di Tavolara di Molara e da capo Coda Cavallo.
Rappresenta il limite nord dell'area naturale marina protetta Tavolara - Punta Coda Cavallo ed è coperto da una vegetazione ricca delle principali varietà arboree della macchia mediterranea come il corbezzolo, l'olivastro, il leccio, la quercia da sughero, il lentischio, il cisto, l'erica che crescono rigogliosi tra le rocce granitiche color rosa.
I due villaggi turistici di Capo Ceraso e Li Cuncheddi sfruttano le bellezze del promontorio e della costa, principalmente rocciosa, ma alternata da affascinanti cale conosciute come Punta Trofino, Cala sa Figu e Sos Pazziseddos nei pressi della localitá Li Cuncheddi, nella parte settentrionale del capo; Portu Vitello e Portu Casu nelle prossimità della punta e Sa Enas Appara nella parte meridionale, in prossimitá della ampia baia di Istana
Si raggiunge facilmente dalla statale orientale sarda all'altezza di porto Istana a sud di Olbia, nella frazione di Murta Maria. Pare che il nome del capo derivi dal nome del corbezzolo, detto anche ceraso di mare,  che abbonda tra la vegetazione